# El Dorado (Kansas)
El Dorado es una ciudad ubicada en el de condado de Butler en el estado estadounidense de Kansas. En el año 2010 tenía una población de 13021 habitantes y una densidad poblacional de 784,4 personas por km².

## Geografía
El Dorado se encuentra ubicada en las coordenadas 37°49′16″N 96°51′30″O / 37.82111, -96.85833 (37.821117, -96.858281).

## Demografía
Según la Oficina del Censo en 2000 los ingresos medios por hogar en la localidad eran de $33,098 y los ingresos medios por familia eran $40,461. Los hombres tenían unos ingresos medios de $31,648 frente a los $21,806 para las mujeres. La renta per cápita para la localidad era de $18,458. Alrededor del 13.5% de la población estaban por debajo del umbral de pobreza.